# اتریش تحت اشغال متفقین
اشغال اتریش توسط متفقین از ۱۹۴۵ تا ۱۹۵۵ به طول انجامید.